# Monte Maniglia
Il Monte Maniglia (in francese Mont de Maniglia) è una montagna delle Alpi Cozie, situata sul confine tra Italia e Francia, tra Piemonte ed Alpi dell'Alta Provenza.

## Caratteristiche

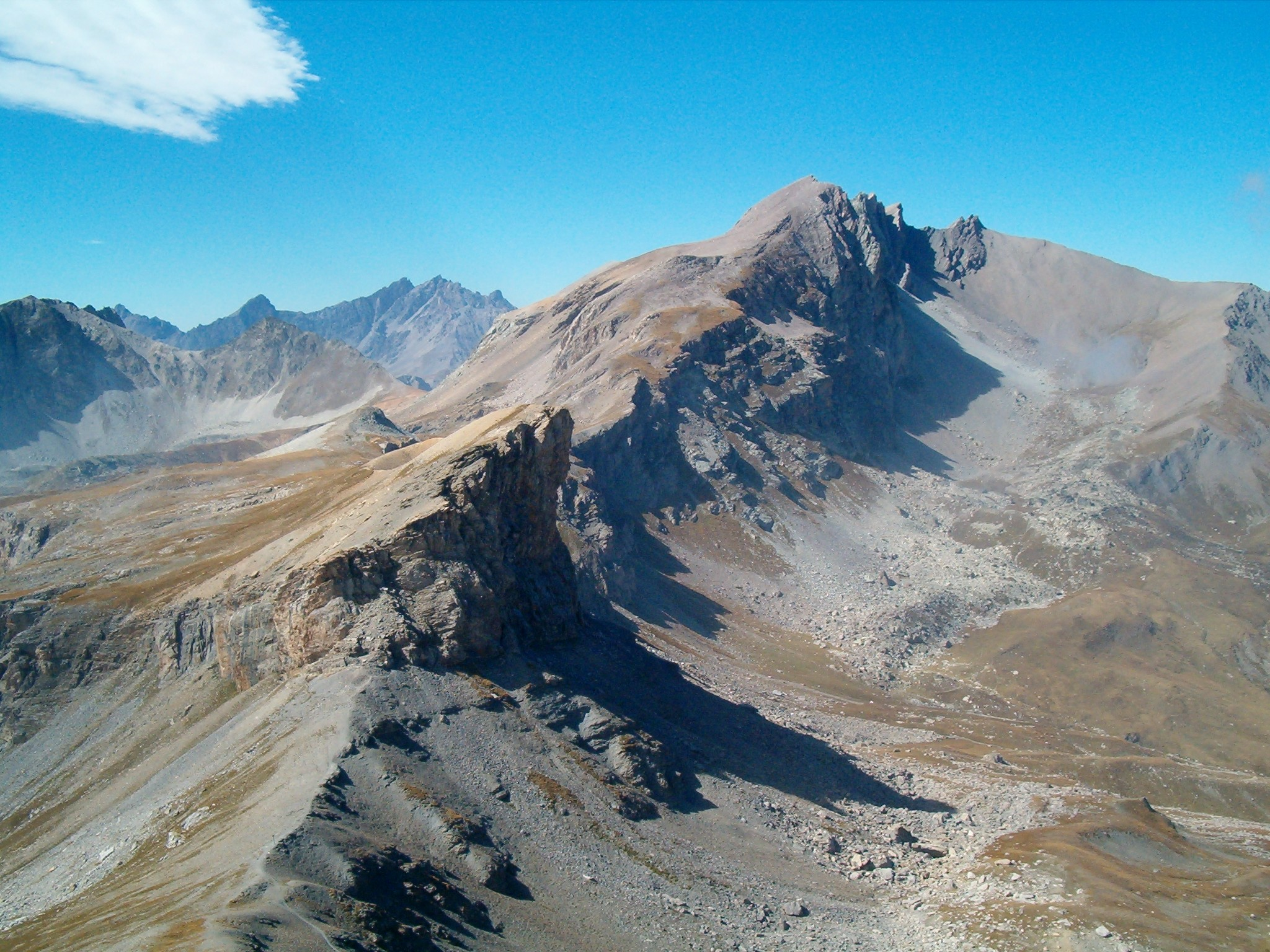
La cresta sud-est del monte Maniglia vista dalla vetta del monte Bellino

Si trova sullo spartiacque alpino principale, in un importante nodo geografico: dalla sua vetta infatti si diparte la dorsale alpina secondaria che separa la valle Varaita dalla valle Maira.
La dorsale alpina principale ha in questa zona un andamento abbastanza irregolare. Dalla vicina Tête de l'Autaret la dorsale scende verso ovest al col de l'Autaret, da dove prosegue verso la quota 3159 e la vetta dei Denti di Maniglia (3177 m). Qui piega a sud-sud-est, raggiunge la vetta della Pointe du fond du Roure (3181 m) e raggiunge la vetta del monte Maniglia. Qui giunta, piega di nuovo verso est-sud-est, raggiunge il colle di Ciabriera, risale al monte di Ciabriera e, con piega a SSO, alla Tête de Cialancion; da qui, con ampio arco prima a NO, poi verso O, scende al col de Roux ed al col Maurin. Dalla vetta, dirama appunto la dorsale secondaria che divide le valli Varaita e Maira; questa cresta prosegue in direzione sud-sud-est, in continuo con la cresta alpina principale a monte, e scende dapprima alla bassa di Terrarossa (2838 m), poi risale alla quota 2907 e ridiscende al colle di Bellino (2804 m), da dove prosegue per il monte Bellino.
Il versante orientale domina l'ampia conca alla base del colle dell'Autaret, nell'alta valle di Bellino; la parete da questo lato è assai scoscesa. Il versante sud, che domina la valle del Maurin in alta valle Maira, è invece costituito da un pendio detritico a pendenza costante. Il versante nord-ovest discende con ripide pareti rocciose scoscese sul vallon de Mary, valle laterale della valle dell'Ubaye.
Dal punto di vista geologico, la montagna è composta da formazioni della zona brianzonese; a nord e ad est affiorano scisti sericitici e quarziti del Triassico; spostandosi verso sud si trova prima una fascia di scisti carboniosi, argilliti e brecce del Triassico, particolarmente affiorante sul versante sud-ovest, poi un vasto affioramento di calcari rosati del Giurassico.
Il nome deriva dal termine occitano maneia, nel senso di manico, ansa, e si riferisce alla forma arcuata della montagna.
Non va confusa con i Denti di Maniglia, montagna situata poco a nord sulla cresta spartiacque principale, che ha la stessa quota.

## Ascensione alla vetta
La via normale è un itinerario escursionistico, che non richiede attrezzatura particolare. L'avvicinamento classico prevede la partenza da Sant'Anna di Bellino; raggiunto il pian Ceiol, si risale la gola delle Barricate e si prosegue fino alle grange dell'Autaret seguendo il sentiero U27 per il col de l'Autaret (2540 m). Si risale verso il col de l'Autaret fino a quota 2630 m circa, ove si piega a sinistra (destra idrografica) per una traccia di sentiero poco evidente che porta alla bassa di Terrarossa. Da qui si risale a destra per una traccia di sentiero che, parte in cresta, parte poco sotto, conduce alla vetta. L'itinerario ha una difficoltà valutata in EE.
La bassa di Terrarossa è raggiungibile anche dalla valle Maira, partendo dalle grange Collet. Da qui un sentiero indicato conduce al colle, da dove si segue l'itinerario anzi descritto. Questo itinerario ha una difficoltà valutata in EE.
La vetta è accessibile anche d'inverno. Partendo dalla valle Maira, è possibile salire con le ciaspole. Itinerari scialpinistici percorrono invece entrambi i percorsi estivi, sia dalla val Varaita che dalla val Maira (in questo caso, con partenza da Chiappera invece che dalle grange Collet).